# Babylon (miniserie televisiva)
Babylon è una serie tv inglese di commedia drammatica co-creata da Danny Boyle, Robert Jones, Jesse Armstrong e Sam Bain per Channel 4, e prodotta da Nightjack Ltd.
La serie è ambientata a Londra e segue vari personaggi che lavorano per il Metropolitan Police Service, gli agenti di polizia in strada che rispondono agli incidenti, così come i vertici e il dipartimento di pubbliche relazioni di New Scotland Yard, che cercano di contrastare qualsiasi contraccolpo di tali incidenti.

## Trama
La serie segue le vicende del nuovo direttore delle comunicazioni, l'americana Liz Garvey (Brit Marling), che è stata scelta dal commissario di polizia Richard Miller (James Nesbitt) per portare la forza di polizia nella nuova era dei media, e i suoi conflitti con il suo stesso dipartimento e la burocrazia legale. Questo è intervallato da ciò che succede all'interno di un team nel Gruppo di Supporto Territoriale e di una squadra di ufficiali autorizzati all'uso delle armi da fuoco nel Specialist Firearms Command.

## Cast
- Brit Marling nel ruolo di Liz Garvey, direttrice delle comunicazioni
- James Nesbitt nel ruolo di Sir Richard Miller, commissario
- Bertie Carvel nel ruolo di Finn Kirkwood, deputato alla comunicazione
- Ella Smith nel ruolo di Mia Conroy, membro delle comunicazioni
- Paterson Joseph nel ruolo di Charles Inglis, vice commissario, in seguito commissario
- Jonny Sweet nel ruolo di Tom Oliver, sovrintendente e assistente personale del commissario
- Nicola Walker nel ruolo di Sharon Franklin, vice commissario
- Jill Halfpenny nel ruolo di PC Davina Bancroft, ufficiale TSG, sposata con l'ufficiale SCO19 Banjo
- Cavan Clerkin nel ruolo di PC Damien "Clarkey" Clarke, ufficiale TSG
- Owain Arthur nel ruolo di PC Paul "Nobbo" Norrington, ufficiale TSG
- Adam Deacon nel ruolo di PC Robbie Vas, ufficiale TSG che passa a SCO19
- Andrew Brooke nel ruolo di PC Neil "Banjo" Bancroft, ufficiale SCO19, sposato con l'ufficiale TSG Davina
- Stuart Martin nel ruolo di PC Tony Forbes, ufficiale SCO19
- Nick Blood nel ruolo di PC Warwick Collister, ufficiale SCO19
- Daniel Kaluuya nel ruolo di Matt Coward, documentarista
- Ralph Brown nel ruolo di Grant Delgado, vice sindaco di Londra

## Produzione
Channel 4 annunciò originariamente il 23 dicembre 2013 che Babylon era stato commissionato per l'autunno 2014. In seguito annunciarono che avrebbero iniziato a girare la serie in sei parti a Liverpool e a Londra il 17 aprile 2014.
Il programma è stato creato da Danny Boyle, Robert Jones, Jesse Armstrong e Sam Bain i quali ne sono stati anche i produttori esecutivi. I produttori sono Jones e Derrin Schlesinger.
Danny Boyle ha diretto l'episodio pilota, mentre Jon S. Baird ha diretto i primi tre episodi della prima stagione con Sally El Hosaini a dirigere gli ultimi tre. Jon Brown si unì al gruppo di scrittura (dall'episodio pilota) a fianco di Sam Bain e Jesse Armstrong.
Il secondo episodio è stato in parte girato al campo di esercitazione della Metropolitan Police Service a Gravesend, nel Kent, dove Robbie (Adam Deacon) si allena al poligono di tiro. L'episodio sei, il finale della serie, ha ricreato gli eventi dei disordini del 2011.
In un'intervista nel 2015 con la rivista Radio Times, Sam Bain ha dichiarato che era improbabile che Babylon ritornasse con un'ulteriore stagione, con Jesse Armstrong che spiega "far tornare tutti di nuovo insieme sarebbe parso straordinariamente complicato, perciò non lo abbiamo proseguito".

## Accoglienza
Il sito aggregatore di recensioni Rotten Tomatoes ha dato allo show un 75% "fresh" rating con un voto medio di 7.2/10 basato su 16 recensioni. Il consenso della critica dichiara: "Babylon unisce con successo due generi in un solo show, aggiungendo grandi attori e argomenti attuali a un'arguzia furtiva e a un dramma di grande impatto." Metacritic, che utilizza una media ponderata, ha assegnato un punteggio di 67 su 100, basato su 14 critiche, che sta a indicare "recensioni in genere favorevoli".

## Trasmissione
Babylon ha debuttato su SundanceTV negli Stati Uniti l'8 dicembre 2014. Un episodio trasmesso il 29 gennaio 2015 ha raccolto solo 17,000 spettatori. In Australia, la serie ha debuttato il 28 settembre 2015 su BBC First.